# إريكا ليمان
إريكا ليمان (بالألمانية: Erika Lehmann)‏ جاسوسة خيالية تعمل لألمانيا النازية خلال الحرب العالمية الثانية. يمكن العثور عليها في ثلاثة من كتب مايك ويكر.
في الرواية الخيالية، وُلدت ليمان في أوبيرشوبفهايم بألمانيا وتعلمت اللغة الإنجليزية عندما كانت طفلة من أمها البريطانية (كان والدها ألمانيًا). عملت في الاستخبارات الألمانية أبفير خلال الحرب العالمية الثانية. قامت بمهمتي تجسس على الأقل في بلدانٍ ناطقة باللغة الإنجليزية خلال الحرب: واحدة في إنجلترا والأخرى في الولايات المتحدة. كتب المؤلف مايك ويكر ثلاث روايات عن ليمان.